# Lord tajnej pieczęci
Lord Tajnej Pieczęci (ang. Lord Privy Seal) – brytyjski urzędnik państwowy zajmujący piąte miejsce w hierarchii tak zwanych wielkich urzędników państwowych. Historycznie zajmował się opieką nad królewską tajną pieczęcią (Privy Seal).
Obecnie jest to stanowisko bez poważniejszych zadań i obowiązków. W praktyce jest ono często nadawane politykowi będącemu przewodniczącym Izby Gmin lub przewodniczącym Izby Lordów, dzięki czemu może on wejść w skład rządu, mimo że jego główna funkcja ma charakter parlamentarny, a nie rządowy. Nominacja taka ma również wymiar finansowy, ponieważ Lordowi Tajnej Pieczęci przysługuje pensja ministra, inaczej niż przewodniczącym obu izb parlamentu.

## Lordowie Tajnej Pieczęci
- 1307–1312: William Melton
- 1312–1316: Robert Northburgh
- 1316–1320: Thomas Charlton
- 1320–1323: Robert Baldock
- 1323–1323: Robert Wodehouse
- 1323–1324: Robert Ayleston
- 1324–1325: William Airmyn
- 1325–1325: Henry Cliff
- 1325–1326: William Herlaston
- 1326–1327: Robert Wyvell
- 1327–1328: Richard Airmyn
- 1328–1329: Adam Lymbergh
- 1329–1334: Richard de Bury, biskup Durham
- 1334–1334: Robert Ayleston
- 1334–1335: Robert Tawton
- 1335–1337: William de la Zouch
- 1337–1338: Richard Bintworth
- 1338–1342: William Kilsby
- 1342–1344: John Offord
- 1344–1345: Thomas Hatfield
- 1345–1347: John Thoresby
- 1347–1350: Simon Islip, arcybiskup Canterbury
- 1350–1354: Michael Northburgh
- 1354–1355: Thomas Branber
- 1355–1360: John Winwick
- 1360–1363: John Buckingham, biskup Lincoln
- 1363–1367: William of Wykeham
- 1367–1371: Peter Lacy
- 1371–1377: Nicholas Carew
- 1377–1381: John Fordham
- 1381–1382: William Dighton
- 1382–1386: William Skirclaw, biskup Coventry i Lichfield
- 1386–1389: John Waltham, biskup Salisbury
- 1389–1396: Edmund Stafford, biskup Exeter
- 1396–1397: Guy Mone
- 1397–1401: Richard Clifford
- 1401–1405: Thomas Langley
- 1405–1406: Nicholas Bubwith
- 1406–1415: John Prophet
- 1415–1416: John Wakering, biskup Norwich
- 1416–1418: Henry Ware
- 1418–1421: John Kemp, biskup Rochester
- 1421–1422: John Stafford
- 1422–1432: William Alnwick, biskup Norwich
- 1432–1443: William Lyndwood, biskup St David’s
- 1443–1444: Thomas Beckinghton, biskup Bath i Welles
- 1444–1450: Adam Moleyns, biskup Chichester
- 1450–1452: Andrew Holes
- 1452–1456: Thomas Lisieux
- 1456–1460: Laurence Booth, biskup Durham
- 1460–1467: Robert Stillington, biskup Bath i Welles
- 1467–1470: Thomas Rotheram, biskup Rochester
- 1470–1471: John Hales, biskup Coventry i Lichfield
- 1471–1474: Thomas Rotheram, biskup Rochester
- 1474–1483: John Russell, biskup Rochester, później biskup Lincoln
- 1483–1485: John Gunthorp
- 1485–1487: Peter Courtenay, biskup Exeter
- 1487–1516: Richard Fox, biskup Exeter, później biskup Bath i Welles, biskup Durham i biskup Winchester
- 1516–1523: Thomas Ruthall, biskup Durham
- 1523–1523: Henry Marney, 1. baron Marney
- 1523–1530: Cuthbert Tunstall, biskup Londynu
- 1530–1536: Thomas Boleyn, 1. hrabia Wiltshire
- 1536–1540: Thomas Cromwell
- 1540–1542: William Fitzwilliam, 1. hrabia Southampton
- 1542–1555: John Russell, 1. hrabia Bedford
- 1555–1558: William Paget, 1. baron Paget
- 1571–1572: William Cecil, 1. baron Burghley
- 1572–1573: William Howard, 1. baron Howard of Effingham
- 1573–1576: sir Thomas Smith
- 1576–1590: Francis Walsingham
- 1590–1598: William Cecil, 1. baron Burghley
- 1598–1608: Robert Cecil, 1. hrabia Salisbury
- 1608–1614: Henry Howard, 1. hrabia Northampton
- 1614–1616: Robert Carr, 1. hrabia Somerset
- 1616–1625: Edward Somerset, 4. hrabia Worcester
- 1625–1628: John Coke
- 1628–1628: Robert Naunton
- 1628–1642: Henry Montagu, 1. hrabia Manchester
- 1643–1643: Lucius Cary, 2. wicehrabia Falkland
- 1643–1644: Edward Nicholas
- 1644–1654: Henry Bourchier, 5. hrabia Bath
- 1661–1673: John Robartes, 2. baron Robartes
- 1673–1682: Arthur Annesley, 1. hrabia Anglesey
- 1682–1685: George Savile, 1. markiz Halifaksu
- 1685–1687: Henry Hyde, 2. hrabia Clarendon
- 1687–1688: Henry Arundell, 3. baron Arundell of Wardour
- 1689–1690: George Savile, 1. markiz Halifaksu
- 1690–1692: urząd kolegialny
- 1692–1699: Thomas Herbert, 8. hrabia Pembroke
- 1699–1700: John Lowther, 1. wicehrabia Lonsdale
- 1700–1701: Ford Grey, 1. hrabia Tankerville
- 1701–1702: urząd kolegialny
- 1702–1705: John Sheffield, 1. książę Buckingham i Normanby
- 1705–1711: John Holles, 1. książę Newcastle
- 1711–1713: John Robinson, biskup Bristolu
- 1713–1714: William Legge, 1. hrabia Dartmouth
- 1714–1715: Thomas Wharton, 1. markiz Wharton
- 1715–1715: urząd kolegialny
- 1716–1716: Charles Spencer, 3. hrabia Sunderland
- 1716–1718: Evelyn Pierrepont, 1. książę Kingston-upon-Hull
- 1718–1719: Henry Grey, 1. książę Kentu
- 1720–1726: Evelyn Pierrepont, 1. książę Kingston-upon-Hull
- 1726–1730: Thomas Trevor
- 1730–1731: Spencer Compton, 1. hrabia Wilmington
- 1731–1731: urząd kolegialny
- 1731–1733: William Cavendish, 3. książę Devonshire
- 1733–1735: Henry Lowther, 3. wicehrabia Lonsdale
- 1735–1740: Francis Godolphin, 2. hrabia Godolphin
- 1740–1742: John Hervey, 2. baron Hervey
- 1742–1743: John Leveson-Gower, 2. baron Gower
- 1743–1744: George Cholmondeley, 3. hrabia Cholmondeley
- 1744–1755: John Leveson-Gower, 1. hrabia Gower
- 1755–1755: Charles Spencer, 3. książę Marlborough
- 1755–1757: Granville Leveson-Gower, 2. hrabia Gower
- 1757–1761: Richard Grenville-Temple, 2. hrabia Temple
- 1761–1761: urząd kolegialny
- 1761–1763: John Russell, 4. książę Bedford
- 1763–1765: George Spencer, 4. książę Marlborough
- 1765–1766: Thomas Pelham-Holles, 1. książę Newcastle
- 1766–1768: William Pitt, 1. hrabia Chatham
- 1768–1770: George Hervey, 2. hrabia Bristol
- 1770–1771: George Montagu-Dunk, 2. hrabia Halifaksu
- 1771–1771: Henry Howard, 12. hrabia Suffolk
- 1771–1775: Augustus FitzRoy, 3. książę Grafton
- 1775–1782: William Legge, 2. hrabia Dartmouth
- 1782–1783: Augustus FitzRoy, 3. książę Grafton
- 1783–1783: Frederick Howard, 5. hrabia Carlisle
- 1783–1784: Charles Manners, 4. książę Rutland
- 1784–1784: urząd kolegialny
- 1784–1794: Granville Leveson-Gower, 1. markiz Stafford
- 1794–1794: George Spencer, 2. hrabia Spencer
- 1794–1798: John Pitt, 2. hrabia Chatham
- 1798–1806: John Fane, 10. hrabia Westmorland
- 1806–1806: Henry Addington, 1. wicehrabia Sidmouth
- 1806–1807: Henry Vassall-Fox, 3. baron Holland
- 1807–1827: John Fane, 10. hrabia Westmorland
- 1827–1827: William Bentinck, 4. książę Portland
- 1827–1828: George Howard, 6. hrabia Carlisle
- 1828–1829: Edward Law, 2. baron Ellenborough
- 1829–1830: James St Clair-Erskine, 2. hrabia Rosslyn
- 1830–1833: John Lambton, 1. baron Durham
- 1833–1834: Frederick Robinson, 1. hrabia Ripon
- 1834–1834: George Howard, 6. hrabia Carlisle
- 1834–1834: Constantine Phipps, 2. hrabia Mulgrave
- 1834–1835: James Stuart-Wortley-Mackenzie, 1. baron Wharncliffe
- 1835–1840: John Ponsonby, wicehrabia Duncannon
- 1840–1841: George Villiers, 4. hrabia Clarendon
- 1841–1842: Richard Temple-Grenville, 2. książę Buckingham i Chandos
- 1842–1846: Walter Montagu-Douglas-Scott, 5. książę Buccleuch
- 1846–1846: Thomas Hamilton, 9. hrabia Haddington
- 1846–1852: Gilbert Elliot-Murray-Kynynmound, 2. hrabia Minto
- 1852–1852: James Gascoyne-Cecil, 2. markiz Salisbury
- 1853–1855: George Campbell, 8. książę Argyll
- 1855–1858: Dudley Ryder, 2. hrabia Harrowby
- 1858–1858: Ulick de Burgh, 1. markiz Clanricarde
- 1858–1859: Charles Yorke, 4. hrabia Hardwicke
- 1859–1866: George Campbell, 8. książę Argyll
- 1866–1868: James Harris, 3. hrabia Malmesbury
- 1868–1870: John Wodehouse, 1. hrabia Kimberley
- 1870–1874: Charles Wood, 1. wicehrabia Halifaksu
- 1874–1876: James Harris, 3. hrabia Malmesbury
- 1876–1878: Benjamin Disraeli
- 1878–1880: Algernon Percy, 6. książę Northumberland
- 1880–1881: George Campbell, 8. książę Argyll
- 1881–1885: Chichester Parkinson-Fortescue, 1. baron Carlingford
- 1885–1885: Archibald Primrose, 5. hrabia Rosebery
- 1885–1886: Dudley Ryder, 3. hrabia Harrowby
- 1886–1886: William Ewart Gladstone
- 1886–1892: George Cadogan, 5. hrabia Cadogan
- 1892–1894: William Ewart Gladstone
- 1894–1895: Edward Marjoribanks, 2. baron Tweedmouth
- 1895–1900: Richard Cross, 1. wicehrabia Cross
- 1900–1902: Robert Gascoyne-Cecil, 3. markiz Salisbury
- 1902–1903: Arthur Balfour
- 1903–1905: James Gascoyne-Cecil, 4. markiz Salisbury
- 1905–1908: George Robinson, 1. markiz Ripon
- 1908–1911: Robert Crewe-Milnes, 1. hrabia Crewe
- 1911–1912: Robert Wynn Carrington, 1. hrabia Carrington
- 1912–1915: Robert Crewe-Milnes, 1. markiz Crewe
- 1915–1916: George Curzon, 1. hrabia Curzon
- 1916–1919: David Lindsay, 27. hrabia Crawford
- 1919–1921: Andrew Bonar Law
- 1921–1922: Austen Chamberlain
- 1923–1924: Robert Cecil, 1. wicehrabia Cecil of Chelwood
- 1924–1924: John Robert Clynes
- 1924–1929: James Gascoyne-Cecil, 4. markiz Salisbury
- 1929–1930: James Henry Thomas
- 1930–1931: Vernon Hartshorn
- 1931–1931: Thomas Johnston
- 1931–1931: William Peel, 1. hrabia Peel
- 1931–1932: Philip Snowden, 1. wicehrabia Snowden
- 1932–1934: Stanley Baldwin
- 1934–1935: Anthony Eden
- 1935–1935: Charles Vane-Tempest-Stewart, 7. markiz Londonderry
- 1935–1937: Edward Wood, 3. wicehrabia Halifaksu
- 1937–1938: Herbrand Sackville, 9. hrabia De La Warr
- 1938–1939: John Anderson
- 1939–1940: Samuel Hoare
- 1940–1940: Kingsley Wood
- 1940–1942: Clement Richard Attlee
- 1942–1942: Stafford Cripps
- 1942–1943: Robert Gascoyne-Cecil, wicehrabia Cranborne
- 1943–1945: Max Aitken, 1. baron Beaverbrook
- 1945–1947: Arthur Greenwood
- 1947–1947: Philip Inman, 1. baron Inman
- 1947–1951: Christopher Addison, 1. wicehrabia Addison
- 1951–1951: Ernest Bevin
- 1951–1951: Richard Stokes
- 1951–1952: Robert Gascoyne-Cecil, 5. markiz Salisbury
- 1952–1995: Harry Crookshank
- 1955–1959: Rab Butler
- 1959–1960: Quintin Hogg, 2. wicehrabia Hailsham
- 1960–1963: Edward Heath
- 1963–1964: Selwyn Lloyd
- 1964–1965: Frank Pakenham, 7. hrabia Longford
- 1965–1966: Frank Soskice
- 1966–1968: Frank Pakenham, 7. hrabia Longford
- 1968–1968: Edward Shackleton, baron Shackleton
- 1968–1968: Fred Peart
- 1968–1970: Edward Shackleton, baron Shackleton
- 1970–1973: George Jellicoe, 2. hrabia Jellicoe
- 1973–1974: David Hennessy, 3. baron Windlesham
- 1974–1976: Malcolm Shepherd, 2. baron Shepherd
- 1976–1979: Fred Peart, baron Peart
- 1979–1981: Ian Gilmour
- 1981–1982: Humphrey Atkins
- 1982–1983: Janet Young, baronowa Young
- 1983–1987: John Biffen
- 1987–1988: John Wakeham
- 1988–1990: John Ganzoni, 2. baron Belstead
- 1990–1992: David Waddington, baron Waddington
- 1992–1994: John Wakeham, baron Wakeham
- 1994–1997: Robert Gascoyne-Cecil, wicehrabia Cranborne
- 1997–1998: Ivor Richard, baron Richard
- 1998–2001: Margaret Jay, baronowa Jay of Paddington
- 2001–2003: Gareth Williams, baron Williams of Mostyn
- 2003–2005: Peter Hain
- 2005–2006: Geoff Hoon
- 2006–2007: Jack Straw
- 2007–2010: Harriet Harman
- 2010–2012: George Young
- 2012–2014: Andrew Lansley[1]
- 2014–2016: Tina Stowell, baronessa Stowell
- 2016–2022: Natalie Evans, baronessa Evans
- 2022–2024: Nicholas True, baron True
- 2022–nadal: Angela Smith, baronessa Basildon